# وزارة الخارجية (أيرلندا)
وزارة الشؤون الخارجية والتجارة (DFAT) (بالأيرلندية: An Roinn Gnóthaí Eachtracha)، هي إحدى إدارات حكومة أيرلندا المسؤولة عن تعزيز مصالح أيرلندا في الاتحاد الأوروبي والعالم الأوسع، ويرأس الوزارة وزير الشؤون الخارجية.

## المسؤولين
يقع المقر الرسمي والمكاتب الوزارية للوزارة في بيت إيفاج وسانت ستيفن جرين، دبلن. يتكون فريق الوزارة مما يلي:
- وزير الخارجية والتجارة: سيمون هاريس، عضو مجلس النواب.
- الأمين العام للوزارة: جوزيف هاكيت.

## التاريخ

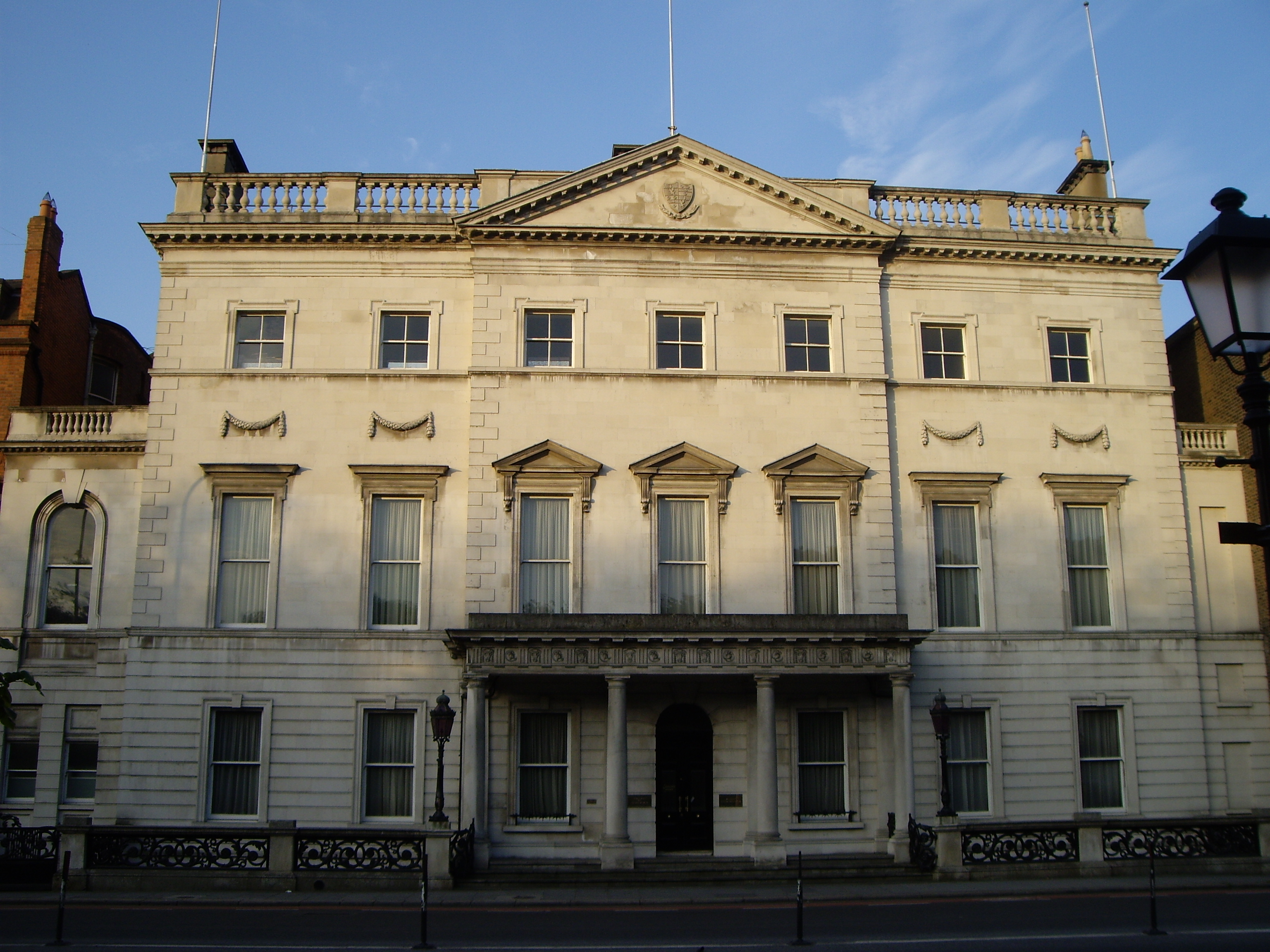
منزل إيفاج، المقر الرئيسي للوزارة

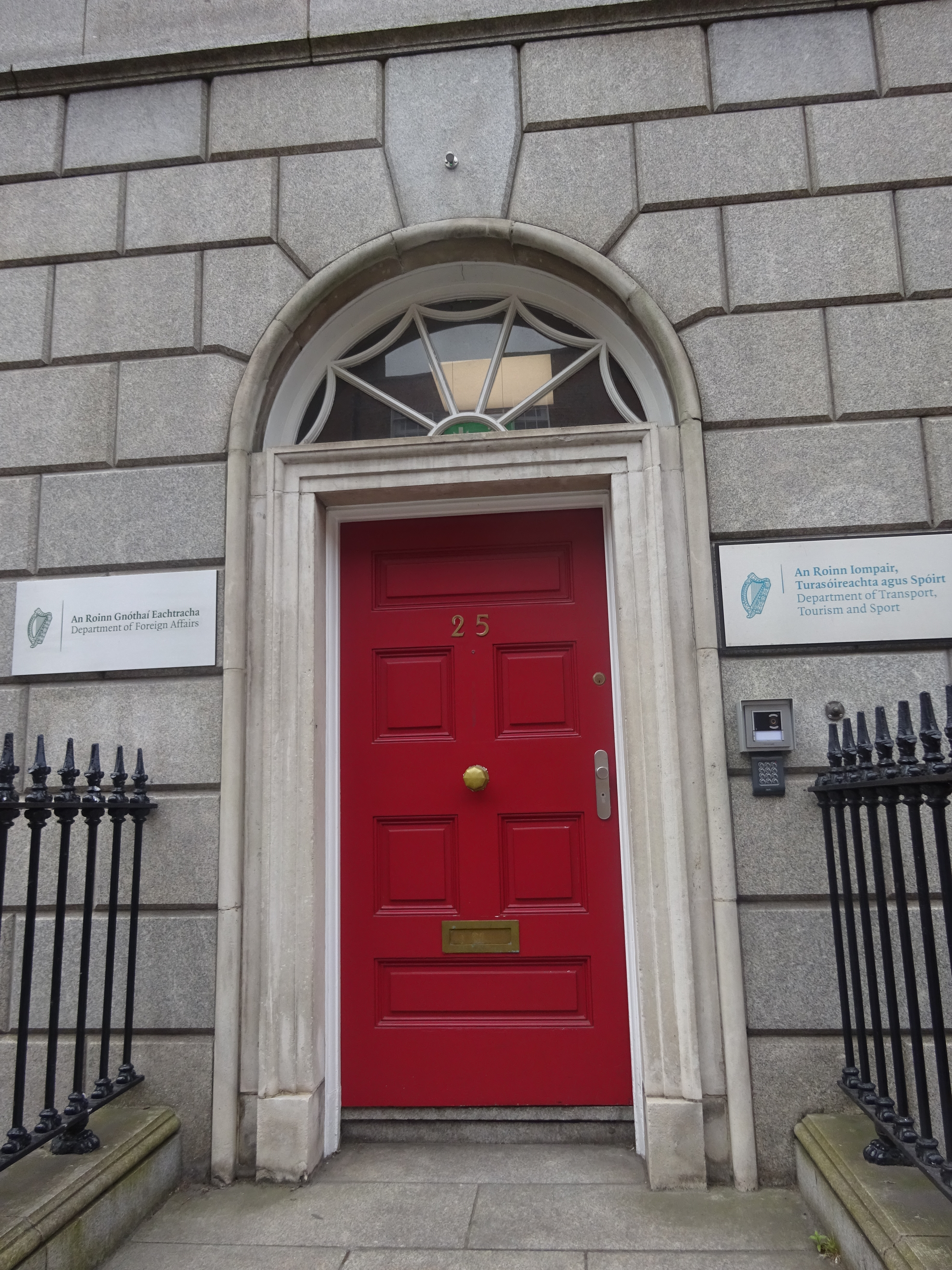
مكاتب وزارة الشؤون الخارجية والتجارة في شارع كلير رقم 25، دبلن.

تم إنشاء وزارة الخارجية في 22 يناير 1919، وهو اليوم الثاني لاجتماع مجلس النواب الأيرلندي. وبحلول أغسطس 1921، كان هناك ثماني بعثات "رسمية" في الخارج: فرنسا وإيطاليا والولايات المتحدة والمملكة المتحدة وألمانيا وروسيا والأرجنتين وتشيلي. ولم يكن لأي دولة أخرى من دول الكومنولث (باستثناء المملكة المتحدة) تمثيل مستقل في واشنطن.

### تغيير الاسم ونقل المهام
- 2 يونيو 1924: إنشاء وزارة الشؤون الخارجية[5]
- 3 مارس 1971: تمت إعادة تسميتها بوزارة الخارجية[6]
- 1 يونيو 2011: نقل التجارة من وزارة المشاريع والتجارة والابتكار[7]
- تمت إعادة تسميتها بوزارة الشؤون الخارجية والتجارة[8]
- 23 سبتمبر 2020: نقل التجارة إلى وزارة الأعمال والمشاريع والابتكار[9]
- 24 سبتمبر 2020: تمت إعادة تسميتها بوزارة الشؤون الخارجية[10]

|}

### وزراء بارزون
على مر السنين، أعاد عدد من وزراء الخارجية والتجارة تعريف علاقة أيرلندا بالمملكة المتحدة وسمحوا لأيرلندا بالانضمام إلى منظمات مثل الاتحاد الأوروبي والأمم المتحدة والاضطلاع بدور بارز فيها. ويشمل هؤلاء الوزراء:
- إيمون دي فاليرا - بصفته وزير الخارجية الأطول خدمة، خدم دي فاليرا كرئيس لمجلس عصبة الأمم، ودعم انضمام الاتحاد السوفيتي، وأعاد تعريف علاقة أيرلندا بالمملكة المتحدة، واتبع سياسة الحياد الأيرلندي خلال الحرب العالمية الثانية.
- شون ماكبرايد - خلال فترة ماكبرايد القصيرة كوزير، انسحبت أيرلندا من الكومنولث البريطاني، ورفضت الانضمام إلى حلف شمال الأطلسي وأصبحت عضوًا في مجلس أوروبا.
- فرانك ايكن ـ بصفته وزيراً آخر من وزراء أيرلندا الأقدمين، تبنى آيكين كلما أمكن موقفاً مستقلاً عن أيرلندا في الأمم المتحدة وغيرها من المنتديات الدولية مثل مجلس أوروبا. وقد قدم "خطة آيكين" إلى الأمم المتحدة في محاولة للجمع بين نزع السلاح والسلام في الشرق الأوسط، ونال شرف كونه أول وزير يوقع على معاهدة الحد من انتشار الأسلحة النووية في موسكو عام 1968.
- ليام كوسجريف - وزيراً من عام 1954 حتى عام 1957 شارك كوسجريف في مناقشات التجارة وترأس لجنة وزراء مجلس أوروبا في عام 1955. كما ترأس بنجاح انضمام أيرلندا إلى الأمم المتحدة، وحدد السياسة الخارجية الأيرلندية لعقود من الزمن في خطابه الأول أمام الجمعية العامة في عام 1956.
- باتريك هيلري - خلال فترة ولايته التي استمرت أربع سنوات، تفاوض هيليري على عضوية أيرلندا في المجموعة الاقتصادية الأوروبية (EEC) واكتسب شهرة دولية عالية عندما سافر إلى الأمم المتحدة في نيويورك للمطالبة بمشاركة الأمم المتحدة في حفظ السلام في شوارع أيرلندا الشمالية، في أعقاب مقتل ثلاثة عشر مدنياً أعزل في ديري على يد قوات المظلات البريطانية (المعروفة باسم "الأحد الدامي").
- جاريت فيتزجيرالد - أصبح وزيراً للخارجية في عام 1973، بعد وقت قصير من انضمام أيرلندا إلى الجماعة الاقتصادية الأوروبية، المعروفة الآن باسم الاتحاد الأوروبي. وبفضل خلفيته في الاقتصاد والصحافة، وبصفته سياسياً يتمتع بذكاء كبير ونطاق واسع، ضمنت آراؤه المبتكرة وطاقته وطلاقة لسانه في اللغة الفرنسية نجاح رئاسة أيرلندا الأولى للمجلس الأوروبي في النصف الثاني من عام 1975. سافر على نطاق واسع في دوره كرئيس لمجلس الشؤون العامة للجماعة الاقتصادية الأوروبية. ساعدته فترة عمله في وزارة الخارجية في وقت لاحق على تحقيق قيادة الحزب.

## الهيكل التنظيمي
طلب جواز سفر [[الدولة الأيرلندية الحرة الصادر عام 1936، "نحن، وزير الخارجية للدولة الأيرلندية الحرة، نطلب ونطالب، باسم جلالة الملك جورج الخامس ملك بريطانيا العظمى وأيرلندا والممتلكات البريطانية وراء البحار، إمبراطور الهند، كل من يهمه الأمر بالسماح لحامله بالمرور بحرية... إلخ".]]
تتمثل مهمة وزارة الخارجية في تعزيز المصالح السياسية والاقتصادية لأيرلندا في الاتحاد الأوروبي وفي العالم الأوسع، وتعزيز مساهمة أيرلندا في السلام والأمن والتنمية الدولية، سواء من خلال الاتحاد الأوروبي أو من خلال المشاركة الفعالة في المنظمات الدولية مثل الأمم المتحدة. تتكون الوزارة من عدد من الأقسام والوحدات:
- القسم الأنجلو-أيرلندي يتعامل مع العلاقات الأنجلو-أيرلندية وأيرلندا الشمالية.
- يتعامل قسم العلاقات الاقتصادية الثنائية مع العلاقات الاقتصادية الثنائية لأيرلندا مع دول العالم.
- يعد قسم الخدمات المؤسسية مسؤولاً عن الإدارة اليومية للقسم.
- تتولى إدارة الثقافة إدارة برنامج العلاقات الثقافية في أيرلندا.
- مديرية التعاون الإنمائي مسؤولة عن إدارة برنامج المساعدات الأيرلندية وتنفيذ سياسة التنمية الأيرلندية.
- ينسق قسم الاتحاد الأوروبي نهج أيرلندا داخل الاتحاد الأوروبي.
- تقوم وحدة التفتيش بتقييم أداء البعثات الخارجية للوزارة ومراجعة أقسام ومكاتب المقر الرئيسي.
- تعمل وحدة الأيرلنديين في الخارج على تعزيز الخدمات التي تساعد المهاجرين وإدارة الدعم المالي الذي يوجهه القسم إلى المجموعات في القطاع التطوعي التي تعمل على تقديم الخدمات للمهاجرين الأيرلنديين.
- يقدم القسم القانوني للقسم المشورة القانونية ويتحمل مسؤوليات في التفاوض على الاتفاقيات الدولية.
- يعد قسم القنصلية وجوازات السفر مسؤولاً عن إدارة الخدمات القنصلية وإصدار جوازات السفر للمواطنين الأيرلنديين.
- القسم السياسي مسؤول عن القضايا السياسية الدولية ويدير مشاركة أيرلندا في السياسة الخارجية والأمنية المشتركة للاتحاد الأوروبي.
- قسم الصحافة مسؤول عن إعلام وسائل الإعلام المحلية والدولية حول التطورات في السياسة الخارجية الأيرلندية.
- يتولى قسم البروتوكول مسؤولية تنظيم وإدارة زيارات كبار الشخصيات إلى أيرلندا وزيارات الرئيس إلى الخارج، فضلاً عن إدارة التزامات أيرلندا بموجب اتفاقية فيينا للعلاقات الدبلوماسية.

في عام 2016، بلغ عدد موظفي وزارة الخارجية 1470 موظفًا، منهم 320 موظفًا يعملون في الخارج.